# 北海道帯広聾学校
北海道帯広聾学校（ほっかいどうおびひろろうがっこう）は、北海道帯広市に所在する聾学校。聴覚障害者を教育対象とする公立（道立）特別支援学校。

## 沿革
- 1937年（昭和12年）7月1日 - 私立帯広盲唖院が開設する[1][2]。
- 1948年（昭和23年）6月1日 - 財団法人天郷学園帯広聾学校となる[1][2]。

　　　　　　　　　  10月1日 - 運営が北海道に移管され、北海道立帯広聾学校に改称する。
- 1950年（昭和25年）4月1日 - 北海道帯広聾学校に改称する[1][2]。
- 1980年（昭和55年）12月 - 新校舎・寄宿舎落成移転記念式典を挙行する[2]。
- 2012年（平成24年）4月1日 - 北海道帯広聾学校の寄宿舎が北海道帯広盲学校の寄宿舎と統合する[1][2]。

## 通学区域
帯広市、北見市（留辺蘂町及び常呂町の区域を除く。）、富良野市、南富良野町、占冠村、訓子府町、置戸町、音更町、士幌町、上士幌町、鹿追町、新得町、清水町、芽室町、中札内村、更別村、大樹町、広尾町、幕別町、池田町、豊頃町、本別町、足寄町、陸別町、浦幌町

## 主な出身者
- 長原茉奈美[3]